# Indicatif régional 315

Carte de l'État de New York (en bleu et rouge) avec les territoires de ses indicatifs régionaux. Le territoire de l'indicatif régional 315 est en rouge.

L'indicatif régional 315 est l'un des multiples indicatifs téléphoniques régionaux de l'État de New York aux États-Unis.
Cet indicatif dessert une partie du nord de l'État.
La carte ci-contre indique en rouge le territoire couvert par l'indicatif 315.
L'indicatif régional 315 fait partie du Plan de numérotation nord-américain.

## Comtés desservis par l'indicatif
Cayuga, Chenango, Cortland, Fulton, Hamilton, Herkimer, Jefferson, Lewis, Madison, Oneida, Onondaga, Ontario, Oswego, Otsego, St. Lawrence, Seneca, Wayne et Yates

## Villes desservies par l'indicatif
Adams Center, Adams, Alder Creek, Alexandria Bay, Altmar, Alton, Annsville, Antwerp, Apulia Station, Auburn, Aurora, Ava, Baldwinsville, Barneveld, Beaver Falls, Belleville, Bernhards Bay, Black River, Blossvale, Boonville, Bouckville, Branchport, Brantingham, Brasher Falls, Brewerton, Bridgeport, Bridgewater, Brier Hill, Brookfield, Brownville, Calcium, Camden, Camillus, Canastota, Canton, Cape Vincent, Carthage, Cassville, Castorland, Cato, Cayuga, Cazenovia, Central Square, Chadwicks, Chase Mills, Chaumont, Chippewa Bay, Chittenango, Cicero, Clark Mills, Clay, Clayton, Clayville, Cleveland, Clifton Springs, Clinton, Clockville, Clyde, Cold Brook, Colton, Constableville, Constantia, Copenhagen, Cranberry Lake, Croghan, De Kalb Junction, De Peyster, De Ruyter, Deansboro, Deer River, Deferiet, Delphi Falls, DeWitt, Denmark, Depauville, Dexter, Dolgeville, Dresden, Durhamville, Eagle Bay, Earlville, East Syracuse, East Williamson, Eaton, Edwards, Elbridge, Ellisburg, Erieville, Evans Mills, Fabius, Fair Haven, Fayette, Fayetteville, Felts Mills, Fine, Fishers Landing, Forestport, Fort Drum, Frankfort, Franklin Springs, Fulton, Geneva, Genoa, Georgetown, Glenfield, Gouverneur, Great Bend, Greig, Hailesboro, Hamilton, Hammond, Hannawa Falls, Hannibal, Harrisville, Hastings, Helena, Henderson Harbor, Henderson, Herkimer, Hermon, Heuvelton, Hinckley, Hoffmeister, Holland Patent, Hubbardsville, Ilion, Inlet, Jamesville, Jordan, Jordanville, Keuka Park, King Ferry, Kirkville, Knoxboro, La Fargeville, LaFayette, Lacona, Lawrenceville, Lee Center, Leonardsville, Limerick, Lisbon, Little Falls, Liverpool, Locke, Lorraine, Lowville, Lycoming, Lyons Falls, Lyons, Macedon, Madison, Madrid, Mallory, Manlius, Mannsville, Maple View, Marcellus, Marcy, Marietta, Marion, Martinsburg, Martville, Massena, Mc Connellsville, Memphis, Meridian, Mexico, Middleville, Minetto, Minoa, Mohawk, Montezuma, Moravia, Morristown, Morrisville, Mottville, Munnsville, Natural Bridge, Nedrow, New Hartford, New Haven, New Woodstock, New York Mills, Newark, Newport, Newton Falls, Nicholville, Norfolk, North Bay, North Brookfield, North Lawrence, North Pitcher, North Rose, Norwood, Oaks Corners, Ogdensburg, Old Forge, Oneida, Ontario Center, Ontario, Oriskany, Oriskany Falls, Orwell, Oswegatchie, Oswego, Oxbow, Palmyra, Parish, Parishville, Penn Yan, Pennellville, Peterboro, Phelps, Philadelphia, Phoenix, Pierrepont Manor, Plainville, Plessis, Poland, Pompey, Poplar Ridge, Port Byron, Port Gibson, Port Leyden, Potsdam, Preble, Prospect, Pulaski, Pultneyville, Pyrites, Raquette Lake, Raymondville, Red Creek, Redfield, Redwood, Remsen, Rensselaer Falls, Richfield Springs, Richland, Richville, Rodman, Rome, Romulus, Rooseveltown, Rose, Russell, Sackets Harbor, Salisbury Center, Sandy Creek, Sangerfield, Sauquoit, Savannah, Schuyler Lake, Scipio Center, Seneca Castle, Seneca Falls, Sherrill, Skaneateles Falls, Skaneateles, Sodus, Sodus Point, Solsville, Solvay, South Butler, South Colton, South Otselic, Springfield Center, Star Lake, Sterling, Stittville, Stratford, Sylvan Beach, Syracuse, Taberg, Thendara, Theresa, Thousand Island Park, Three Mile Bay, Tully, Turin, Union Springs, Utica, Van Hornesville, Vernon Center, Vernon, Verona Beach, Verona, Waddington, Walworth, Wampsville, Wanakena, Warners, Washington Mills, Waterloo, Watertown, Waterville, Weedsport, Wellesley Island, West Eaton, West Edmeston, West Leyden, West Monroe, West Stockholm, West Winfield, Westvale, Westernville, Westmoreland, Whitesboro, Williamson, Williamstown, Winthrop, Wolcott, Woodgate et Yorkville